# Galaxia con ruptura de Lyman

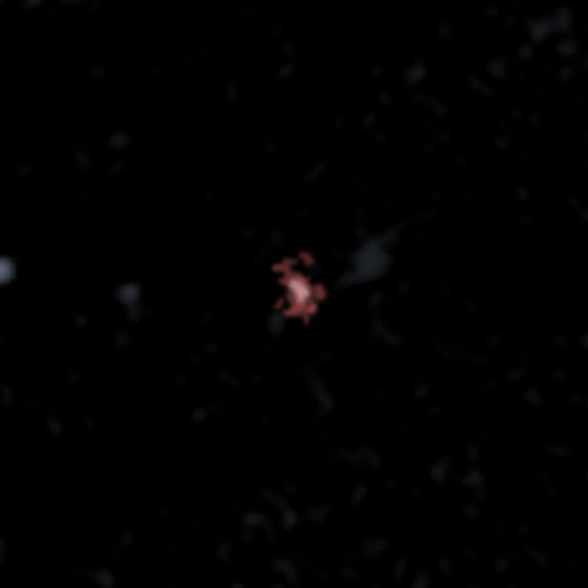
UNCOVER-z13, una galaxia con ruptura de Lyman extremadamente distante

Las galaxias con ruptura de Lyman son galaxias con formación estelar y un alto corrimiento al rojo, que se seleccionan mediante la diferente apariencia de la galaxia en varios filtros de imagen debido a la posición del límite de Lyman. Esta técnica se ha empleado principalmente para seleccionar galaxias con corrimientos al rojo de z. = 3–4 utilizando filtros ultravioleta y ópticos, aunque el progreso en astronomía ultravioleta y en astronomía infrarroja ha permitido el uso de esta técnica en corrimientos al rojo más bajos y más altos utilizando filtros ultravioleta y de infrarrojo cercano.
La técnica de selección de galaxias con ruptura de Lyman se basa en el hecho de que la radiación a energías más altas que el límite de Lyman en 912 Å es absorbido casi por completo por el gas neutro que rodea las regiones de formación estelar de las galaxias. En el sistema de referencia en reposo de la galaxia emisora, el espectro emitido es brillante en longitudes de onda superiores a 912. Å, pero muy tenue o imperceptible en longitudes de onda más cortas. Esto se conoce como «deserción» o «ruptura» y puede utilizarse para determinar la posición del límite de Lyman. La luz con una longitud de onda inferior a 912 Å se encuentra en el rango ultravioleta lejano y está bloqueada por la atmósfera terrestre. Sin embargo, en galaxias muy distantes, las longitudes de onda de la luz se estiran considerablemente debido a la expansión del universo. Para una galaxia con un corrimiento al rojo z = 3, la ruptura de Lyman parecerá estar en longitudes de onda de aproximadamente 3600 Å, que es lo suficientemente larga para ser detectado por telescopios terrestres o espaciales.
Las galaxias candidatas alrededor del corrimiento al rojo z = 3 se pueden seleccionar buscando galaxias que aparecen en imágenes ópticas (que son sensibles a longitudes de onda mayores a 3600 Å), pero no aparecen en imágenes ultravioleta (que son sensibles a la luz en longitudes de onda más cortas que 3600 Å). La técnica puede adaptarse para buscar galaxias con otros corrimientos al rojo mediante la elección de diferentes conjuntos de filtros; el método funciona siempre que se puedan obtener imágenes a través de al menos un filtro por encima y por debajo de la longitud de onda del límite de Lyman del corrimiento al rojo. Para confirmar el corrimiento al rojo estimado mediante la selección de color, se realiza una espectroscopia astronómica de seguimiento. Si bien las mediciones espectroscópicas son necesarias para obtener un corrimiento al rojo de alta precisión, la espectroscopía suele requerir mucho más tiempo que la obtención de imágenes, por lo que la selección de galaxias candidatas mediante la técnica con ruptura de Lyman mejora considerablemente la eficiencia de los estudios de galaxias con alto corrimiento al rojo.
La cuestión de su emisión en el infrarrojo lejano sigue siendo fundamental para el estudio de las galaxias con ruptura de Lyman, con el fin de comprender mejor su evolución y estimar su tasa total de formación estelar. Hasta el momento, solo se ha detectado una pequeña muestra en el infrarrojo lejano. La mayoría de los resultados individuales se basan en información obtenida de galaxias con ruptura de Lyman con efecto lente, del ultravioleta en reposo, de unos pocos objetos detectados por el observatorio espacial Herschel o mediante la técnica de apilamiento que permite a los investigadores obtener valores promedio para galaxias con ruptura de Lyman no detectadas individualmente.
Recientemente las técnicas de apilamiento en alrededor de 22000 galaxias permitieron, por primera vez, recolectar información estadística sobre las propiedades del polvo de las galaxias con ruptura de Lyman.
En febrero de 2022, los astrónomos informaron del descubrimiento de dos galaxias con ruptura de Lyman, llamadas HD1 y HD2, en z ~ 12–13, basándose en estudios que utilizaron la técnica Lyman. Se observó también GLASS-z12, una galaxia distante que fue descubierta por el telescopio espacial James Webb en julio de 2022, y JADES-GS-z14-0, una galaxia con ruptura de Lyman en z ~ 14.32, que también fue encontrada por este mismo telescopio.